# Хурукра
Хурукра́ — село в Лакском районе Дагестана. Входит в состав сельского поселения «Сельсовет «Хуринский»».

## Географическое положение
Село расположено в 2 км к юго-востоку от районного центра — села Кумух, на правом берегу реки Казикумухское Койсу.

## Население
| 1895 | 1926 | 1939 | 1970 | 1989 | 2002 | 2010 |
| ---- | ---- | ---- | ---- | ---- | ---- | ---- |
| 995  | ↘503 | ↘481 | ↘172 | ↘77  | ↗119 | ↗193 |
| 2021 |      |      |      |      |      |      |
| ↗263 |      |      |      |      |      |      |

## Уроженцы
- Чаринов, Муэддин — поэт.
- Ахмедов, Абдул Рамазанович — народный архитектор СССР, лауреат Государственной премии СССР.
- Хаппалаев, Юсуп Рамазанович — народный поэт Дагестанской АССР.
- Омаршаев, Абдурахман Гасанович — поэт.
- Адамов, Адам Магомедович — поэт.
- Кутиев, Гази Джабраилович — заслуженный работник физической культуры ДАССР.